# Flagge Guyanas

1:2 Nationalflagge zur See

Civil Air Ensign

Die Flagge Guyanas wurde am 26. Mai 1966 offiziell eingeführt.

## Aussehen und Bedeutung
Das unverwechselbare Design ist einem Flaggenvorschlag von Whitney Smith, dem Leiter des Flag Research Center in den USA, angelehnt. Das heutige Aussehen der Flagge wurde vom British College of Arms festgelegt, wobei u. a. die Farbreihenfolge getauscht wurde.
- Die in Guyana „goldene Pfeilspitze“ genannte gelbe Form repräsentiert die erhoffte goldene Zukunft und die Bodenschätze Guyanas.
- Grün steht für die üppigen Wälder und Landwirtschaft, dem wichtigsten Wirtschaftszweig Guyanas.
- Schwarz repräsentiert die Ausdauer und Beharrlichkeit der Bevölkerung auf dem Weg nach vorne.
- Rot symbolisiert den Eifer, die Tatkraft und die Opferbereitschaft beim Aufbau der Nation.
- Der weiße Rand steht für die Flüsse und Seen des Landes.

## Historische Flaggen
Bis 1966 hatte die britische Kolonie Britisch-Guiana eine für britische Besitzungen typische Blue Ensign. Im Laufe der Geschichte waren verschiedene Flaggen dieses Grundmusters in Gebrauch.

Flagge von Britisch-Guiana (1875–1906)
Flagge von Britisch-Guiana (1919–1954)
Flagge von Britisch-Guiana (1954–1966)